# 1175
El 1175 (MCLXXV) fou un any comú començat en dimecres del calendari julià.

## Esdeveniments
- L'emperador romà d'Orient, Manuel I Comnè, romp la treva amb el soldà de Rum, Kilij Arslan II, per la seva negativa a retre-li la part que li correspon de les terres conquerides als danixmendites. Els romans d'Orient reconstrueixen i tornen a fortificar Dorilèon, Síblia i, probablement, Cotièon.[1]